# Vimmerby (gemeente)
Vimmerby is een Zweedse gemeente in Småland. De gemeente behoort tot de provincie Kalmar län. Ze heeft een totale oppervlakte van 1225,9 km² en telde 15.596 inwoners in 2004.
Vimmerby is bij toeristen vooral bekend vanwege het in de gemeente gelegen themapark Astrid Lindgrens Värld (Astrid Lindgrens wereld). In de gemeente Vimmerby, bij Rumskulla, bevindt zich ook de bekende Rumskulla-eik, ook bekend als de Kvill-eik, bij het Nationaal park Norra Kvill.

## Plaatsen
| # | Plaats           | Inwoneraantal |
| - | ---------------- | ------------- |
| 1 | Vimmerby (stad)  | 7 866         |
| 2 | Södra Vi         | 1 182         |
| 3 | Storebro         | 974           |
| 4 | Gullringen       | 567           |
| 5 | Frödinge         | 379           |
| 6 | Djursdala        | 243           |
| 7 | Tuna             | 240           |
| 8 | Rumskulla        | 200           |
| 9 | Backa (Vimmerby) | 79            |